# Бели ап Эйлит
Бели ап Эйлит (валл. Beli ap Eiludd) — король Поуиса в середине VII века.

## Биография
Предположительно Бели ап Эйлит родился около 635 года и наследовал Манугану.
Его отец, Эйлит ап Кинан, в 642 году объединился с армией Мерсии против Нортумбрии и в битве при Майс-Когви разбила армию нортумбрийцев, но сам Эйлит пал в сражении. Ему наследовал Мануган. По другой версии, Бели, был ещё одним сыном Селива и таким образом брат Манугану. Поздние генеалогии и вовсе ошибочно делают этого Бели сыном Манугана.
Неизвестны подробности и даты правления Бели. Предположительно его сын и наследник женился на дочери Ноуи из королевства Дивед.
Согласно Харлеанским генеалогиям его сыном был Гуилог. Однако в Генеалогиях Колледжа Иисуса, вместо имени «Гуилог» стоит имя «Коледог». Майк Эшли считает, что Бели, который жил около 620 года и Элисед, который был активен в первой половине VIII века, своими датами несовместимы друг с другом и это, безусловно, означает, в генеалогиях пропущено несколько поколения.
Предположительно, умер около 660 года.